# Anne no nikki
Anne no nikki (アンネの日記? lett. "Il diario di Anna") è un film d'animazione del 1995 diretto da Akinori Nagaoka.
La pellicola è stata prodotta dallo studio Madhouse e ancora inedita in Italia. La storia è tratta dal Diario scritto da Anna Frank dal 1942 al 1944 durante la sua clandestinità, prima di essere catturata e internata nei campi di sterminio nazisti dove morirà di tifo.
Dallo stesso soggetto era stato precedentemente tratto Anne no nikki: Anne Frank monogatari, anime prodotto dalla Nippon Animation nel 1979 per la regia di Eiji Okabe e anch'esso ancora inedito in Italia.

## Trama
Anna Frank è una ragazzina ebrea di 13 anni che vive ad Amsterdam durante la seconda guerra mondiale. Grazie all'avvedutezza del padre che si rende conto del pericolo che gli ebrei stanno correndo, si nasconde in una cantina per sfuggire ai rastrellamenti con tutta la sua famiglia e altre quattro persone. In quel luogo le otto persone vivranno per oltre due anni nel buio quasi assoluto, con la paura di essere scoperti.
Durante questo periodo la giovane Anna scrive un diario, descrivendo la sua vita giorno per giorno, il suo rapporto conflittuale con la madre e la storia del suo primo amore con Peter, il ragazzo che vive nascosto assieme a lei. Nel diario Anna scrive i suoi sogni più segreti.
La storia termina con l'irruzione dei nazisti nel nascondiglio e la cattura di Anna e della sua famiglia. Solo il diario, che Anna all'ultimo momento decide di non portare con sé, rimarrà a testimonianza della storia della ragazza.